# Emil Heitz (filolog)
Emil Johann Heinrich Heitz, född den 13 november 1825 i Strassburg, död där den 15 juli 1890, var en tysk klassisk filolog. Han var farfar till botanikern Emil Heitz. 
Heitz gick 1832–1843 i hemstadens gymnasium och studerade därefter i Paris, Berlin, Strassburg och Leipzig framför allt filologi. Efter att ha tagit graden Licencié en lettres började han hösttermninen 1851 undervisa vid det protestantiska gymnasiet i Strassburg. 
Om hans anseende i den vetenskapliga världen vittnar att han belönades av såväl den Preussiska vetenskapsakademien som av Franska institutet. År 1871 blev han kallad till filosofie hedersdoktor vid universitetet i Leipzig och följande år ordinarie professor vid universitetet i Strassburg.